# Avstralski ovčar
Avstralski ovčar je vsestranska delovna pasma, vzrejena za pomoč na velikih ameriških rančih.
Pasma se je razvila pred približno 100 leti v ZDA. Njeni predniki so iz Evrope in Avstralije, njen značaj pa je odraz razmer v katerih se je pasma razvijala: so inteligentni psi z močnim nagonom paše in močnimi čuvajskimi nagoni. Zaradi teh lastnosti in atletske postave so zelo dobri pri zganjanju ovc, pogosto zmaguje na tekmovanjih v agilityju in poslušnosti, ob dosledni vzgoji in zadovoljenih potrebah po gibanju in miselni aktivnosti pa so lahko odlični spremljevalci za aktivne ljudi.

## Lastnosti
- Osebnost: Pasma ohranja močan nagon paše in čuvajske nagone. So inteligentni in zelo živahni, do tujcev so praviloma zadržani.
- Zdravje: Najpogostejša težava je displazija kolkov, bolezni oči in epilepsija. Priporočeno je rentgensko slikanje kolkov in komolcev ter letni preventivni obiski pri oftamologu.